# San
För andra betydelser, se San (olika betydelser).
San (versal: Ϻ, gemen: ϻ) var en bokstav som förekom i äldre former av det grekiska alfabetet och var placerad mellan pi och koppa. Den representerade ett tonande s-ljud, [z].
Enligt Nationalencyklopedin var san också ett annat namn för sampi.

## Unicode
|   | decimalt | hexadecimalt | HTML |
| - | -------- | ------------ | ---- |
| Ϻ | 1018     | 3FA          |      |
| ϻ | 1019     | 3FB          |      |